# 帕利哌酮
帕利哌酮（英語：Paliperidone） 是一种多巴胺和5-HT2A拮抗剂，属于非典型抗精神失常药。帕利哌酮由杨森制药销售，口服剂型为控释剂，一天服用一次。商品名為Invega，是採用滲透泵型控釋系統的藥物。
帕利哌酮棕櫚酸酯用於長效注射，在注射後每次可維持28天。

## 药理学
帕利哌酮是早期的抗精神病藥的主要活性代謝物。儘管確實的機制作用不清楚，帕利哌酮和利培酮被認為作用相似。